# Adventures in Modern Recording
Adventures in Modern Recording è il secondo e ultimo album in studio del gruppo musicale synthpop britannico The Buggles, pubblicato nel 1981.

## Il disco
Il disco, pubblicato dalla Carrere Records, è stato registrato a Londra presso i Sarm East Studios. Contiene nove tracce, tra cui una versione di Into the Lens degli Yes intitolata qui I Am a Camera. La maggior parte del lavoro sul disco è stato realizzato da Trevor Horn, con Geoffrey Downes che nel frattempo si era unito agli Asia e Bruce Woolley che ha avuto un ruolo secondario.

## Tracce
- Side 1

1. Adventures in Modern Recording (Simon Darlow, Trevor Horn, Bruce Woolley) – 3:46
2. Beatnik (Horn) – 3:38
3. Vermillion Sands (Geoff Downes, Horn) – 6:48
4. I Am a Camera (Downes, Horn) – 4:56

- Side 2

1. On TV (Horn, Wooley, Rodney Thompson) – 2:48
2. Inner City (Darlow, Horn) – 3:22
3. Lenny (Downes, Horn) – 3:12
4. Rainbow Warrior (Darlow, Horn, John Sinclair) – 5:22
5. Adventures in Modern Recording (reprise) (Darlow, Horn, Woolley) – 0:51

## Singoli
- I Am a Camera - ottobre 1981
- Adventures in Modern Recording - gennaio 1982
- On TV - 1982
- Lenny - 1982
- Beatnik - 1982

## Formazione
- Trevor Horn - voce, basso, chitarra
- Geoff Downes - tastiere, batteria
- Simon Darlow - tastiere, chitarra
- Bruce Woolley - voce (in On TV)
- John Sinclair - programmazione batteria, voce, chitarra, piatti
- Chris Squire - effetti
- Anne Dudley, Danny Schogger, Rod Thompson - tastiere addizionali
- Luis Jardim - percussioni addizionali